# Kees van Willigen
Pour les articles homonymes, voir Willigen (homonymie).
Kees van Willigen, né le 4 novembre 1915 à La Haye et mort le 10 septembre 1990 à Lelystad, est un peintre figuratif néerlandais de la deuxième moitié du XXe siècle, influencé par le surréalisme et le cubisme.

## Biographie
Kees van Willigen naît le 4 novembre 1915 à La Haye. De 1931 à 1934 il est apprenti à l'académie de dessin pour l'industrie des métaux précieux à Hanau.
Il travaille ensuite en tant que dessinateur dans la bijouterie familiale. En 1937, il quitte les Pays-Bas pour s'installer sur l'ile de Java, à Batavia.
Il pratique la peinture, le dessin, la gravures, dont des portraits et est également architecte et sculpteur.
Il travaille notamment de 1942 à 1944 à Jogjakarta. Kees van Willigen travaille comme travailleur forcé sur le chemin de fer Thaïlande-Birmanie. Il est l'un des quatre artistes non juifs qui offrent généreusement leurs talents dans les camps de prisonniers de guerre. Son œuvre Roll Call est conservée au musée de La Haye.
De 1947 à 1957 il est à La Haye puis s'installe dans le département de l'Ardèche jusqu'en 1969.
En 1964 l'Institut néerlandais présente ses œuvres.